# Finale della Coppa dei Campioni 1978-1979
La finale della 24ª edizione di Coppa dei Campioni si disputò il 30 maggio 1979 presso l'Olympiastadion di Monaco di Baviera tra gli inglesi del Nottingham Forest e gli svedesi del Malmö FF. All'incontro assistettero circa 68 000 spettatori. Il match, arbitrato dall'austriaco Erich Linemayr, vide la vittoria per 1-0 della squadra britannica.

## Le squadre
| Squadre           | Partecipazioni precedenti (il grassetto indica la vittoria) |
| ----------------- | ----------------------------------------------------------- |
| Nottingham Forest | Nessuna                                                     |
| Malmö FF          | Nessuna                                                     |

## Il cammino verso la finale
Il Nottingham Forest di Brian Clough, campione d'Inghilterra da neopromosso, iniziò il cammino europeo contro i connazionali del Liverpool, campioni uscenti. Il risultato totale fu di due reti a zero, tutte segnate nella gara d'andata al City Ground. Agli ottavi di finale i greci dell'AEK Atene furono liquidati con un punteggio aggregato di 7-2. Ai quarti gli svizzeri del Grasshoppers, guidati dal capocannoniere del torneo Claudio Sulser, non riuscirono a ripetersi nell'impresa come contro il Real Madrid e furono eliminati con un 4-1 a Nottingham, che di fatto rese inutile il ritorno (1-1) a Zurigo. In semifinale i tedeschi occidentali del Colonia, sorpresa del torneo, misero in difficoltà gli inglesi impattando per 3-3 in trasferta. La gara di ritorno però vide la vittoria dei Forest per 1-0 con una rete di Ian Bowyer.
Il Malmö FF di Bob Houghton, esordì al primo turno contro i campioni di Francia del Monaco, vincendo di misura il retour match 1-0 nel Principato di Monaco, dopo che l'andata in Svezia finì a reti inviolate. Agli ottavi di finale i sovietici della Dinamo Kiev, dopo lo 0-0 casalingo furono sconfitti in trasferta per 2-0. Ai quarti i polacchi del Wisła Cracovia diedero filo da torcere ai campioni di Svezia, vincendo 2-1 in Polonia e portandosi in vantaggio a metà del secondo tempo nella gara di ritorno con Kazimierz Kmiecik, prima di essere travolti dalla tripletta di Anders Ljungberg, supportato da Tore Cervin per il 4-1 finale. In semifinale gli austriaci dell'Austria Vienna pareggiarono 0-0 in casa e persero 1-0 a Malmö. Per la prima volta nella storia della competizione una squadra scandinava giunse in finale.

## La partita
A Monaco di Baviera va in scena un'inedita finale tra il Nottingham Forest e il Malmö FF. Da una parte ci sono gli inglesi, che alla prima partecipazione in Coppa dei Campioni arrivano in finale e battono i campioni in carica, ma soprattutto che fino a due anni prima militavano in Second Division. Dall'altra gli Himmelsblått pluricampioni in Svezia, guidati dall'ottimo tecnico inglese Bob Houghton e favoriti da un calendario senza insidie, arrivano per la prima volta in finale.
Si è trattata di una finale poco spettacolare e molto tattica ed equilibrata. Sullo scadere della prima frazione di gioco è il Nottingham a passare in vantaggio con un bel colpo di testa di Trevor Francis, imbeccato dal perfetto cross di John Robertson.

## Tabellino
| Arbitro: | Erich Linemayr |

|               |           |  |
| Francis 45+1’ | Marcatori |  |

| Nottingham Forest | Malmö FF |

Formazioni:
| Nottingham Forest |    |                |
|                   |    |                |
| P                 | 1  | Peter Shilton  |
| D                 | 2  | Viv Anderson   |
| D                 | 3  | Frank Clark    |
| C                 | 4  | John McGovern  |
| D                 | 5  | Larry Lloyd    |
| D                 | 6  | Kenny Burns    |
| C                 | 7  | Trevor Francis |
| C                 | 8  | Ian Bowyer     |
| A                 | 9  | Garry Birtles  |
| A                 | 10 | Tony Woodcock  |
| C                 | 11 | John Robertson |
| Allenatore:       |    |                |
| Brian Clough      |    |                |

| Malmö FF      |    |                    |     |
|               |    |                    |     |
| P             | 1  | Jan Möller         |     |
| D             | 2  | Roland Andersson   |     |
| D             | 3  | Ingemar Erlandsson |     |
| D             | 4  | Kent Jönsson       |     |
| D             | 5  | Magnus Andersson   |     |
| C             | 6  | Staffan Tapper     | 34’ |
| C             | 7  | Anders Ljungberg   |     |
| C             | 8  | Robert Prytz       |     |
| A             | 9  | Tommy Hansson      | 82’ |
| A             | 10 | Tore Cervin        |     |
| C             | 11 | Jan-Olov Kinnvall  |     |
| Sostituzioni: |    |                    |     |
| C             | 15 | Claes Malmberg     | 36’ |
| A             | 13 | Tommy Andersson    | 83’ |
| Allenatore:   |    |                    |     |
| Bob Houghton  |    |                    |     |